# 馬謝克 (密蘇里州)
馬謝克（英語：Mashek）是位於美國密蘇里州林肯縣的鬼鎮。

## 歷史
馬謝克的郵局於1888年設立，其後於1905年停運。

## 地理
馬謝克所處的海拔為高於海平面182米（即597英呎），而該地所採用的時區為UTC-6，即北美中部時區（CST）。同時該地設有夏令時間，為UTC-6調快一小時，即UTC-5（CDT）。